# BMW G 650 GS
Die BMW G 650 GS ist ein geländegängiges Motorrad des deutschen Fahrzeugherstellers BMW. Die Enduro wird wie alle Modelle der G-Reihe von einem Einzylindermotor angetrieben. Die Modellbezeichnung GS bedeutet Gelände/Straße. Der interne Modellcode lautet R13. Sie hat keine direkte Nachfolge, aber die leichtere und preiswerte G 310 GS kommt ihr sehr nahe.

## Geschichte
Der Einzylindermotor wurde ursprünglich von BMW zusammen mit Rotax entwickelt und anfangs auch in Österreich hergestellt. Die Motoren der Baureihe BMW G 650 X wurden ab 2008 bei Loncin Industries in Chongqing in China gefertigt. Als Nachfolger mit Einzylindermotor wurde ab Dezember 2009 auf Basis der BMW F 650 GS das Motorradmodell BMW G 650 GS im brasilianischen Manaus anfangs exklusiv für den lokalen Markt gefertigt. Von 2011 an war dieses Modell auch in Deutschland verfügbar.
Die Verkleidung ist gegenüber dem Vorgängermodell F 650 GS schlanker, das mitlenkende vordere Schutzblech wurde überarbeitet. Die Scheinwerfer sind asymmetrisch gestaltet. Der Kraftstofftank wurde von 17,3 auf 14 Liter verkleinert (dieser wäre platzmäßig durch den Tank der Vorgängerin ersetzbar). Zusammen mit den neu gestalteten, leichteren Gussrädern ergibt sich ein Mindergewicht von 4 kg.

### Sertão
BMW bot zusätzlich ein höhergelegtes Sondermodell unter der Bezeichnung G 650 GS Sertão mit längeren Federwegen, Enduro-Bereifung, 21-Zoll-Vorderrad mit Drahtspeichenrädern und Motorschutz an. Die Sitzhöhe liegt bei 86 cm. Sertão bezeichnet eine Savannenlandschaft in Brasilien.

## Konstruktion

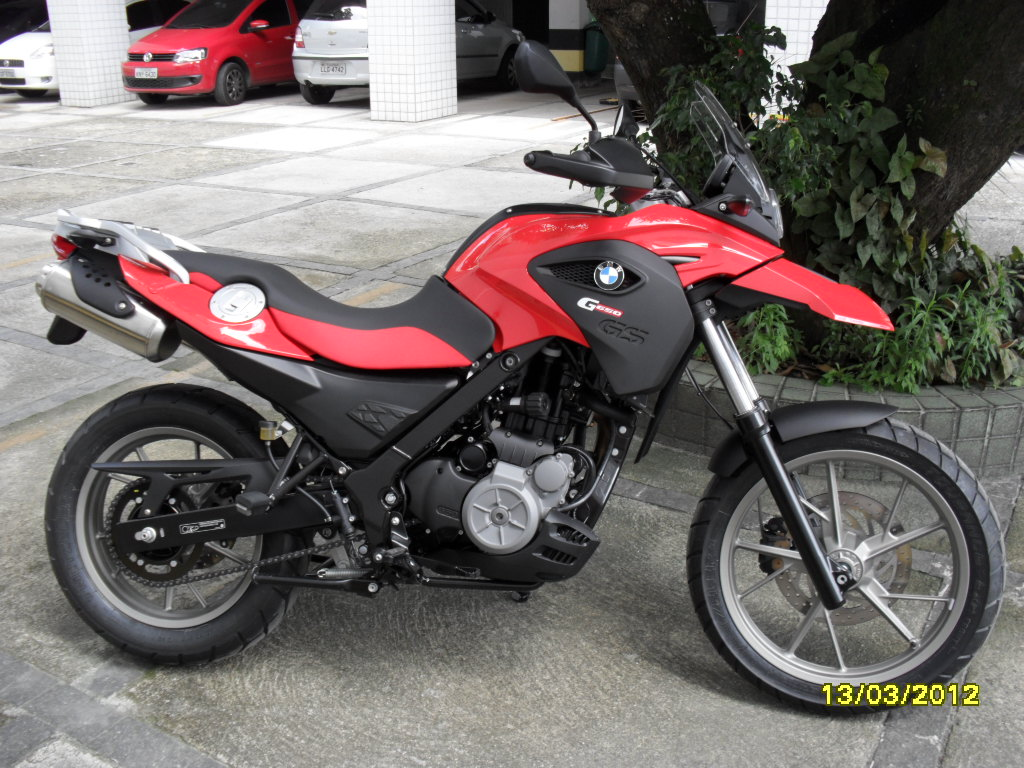
G 650 GS – 2012 01

### Motor
Der flüssigkeitsgekühlte Viertaktmotor erzeugt aus 652 cm³ Hubraum eine Nennleistung von 35 kW (48 PS) und ein maximales Drehmoment von 60 Nm bei einer Drehzahl von 5000 min−1. Der Zylinder hat eine Bohrung von ⌀ 100 mm Durchmesser, der Kolben einen Hub von 83 mm bei einem Verdichtungsverhältnis von 11,5:1. Im Zylinderkopf rotieren zwei kettengetriebene, obenliegende Nockenwellen, die zwei Einlass- und zwei Auslassventile ansteuern.
Der Motor beschleunigt das Zweirad in 5,1 Sekunden von 0 auf 100 km/h und ermöglicht eine Höchstgeschwindigkeit von 170 km/h.

### Fahrwerk
Das Fahrwerk baut auf einem Brückenrahmen aus Stahl mit Seitenteilen und einem geschraubten Heckrahmen aus Aluminium auf. Das Hinterrad wird von einer wärmebehandelten Zweiarm-Kastenschwinge aus Stahlprofilen, das Vorderrad von einer Teleskopgabel mit ⌀ 41 mm Standrohrdurchmesser geführt. Am Vorderreifen verzögert eine Scheibenbremse mit Zwei-Kolben-Bremssattel, hinten eine Scheibenbremse mit Ein-Kolben-Bremssattel. Ein serienmäßiges Antiblockiersystem unterstützt die Verzögerung an beiden Bremsen. Die maximale Zuladung beträgt 182 kg.

### Elektrik
Die Starterbatterie hat eine Kapazität von 12 Ah und versorgt den elektrischen Anlasser. Ein Drehstromgenerator dient als Lichtmaschine und erzeugt eine elektrische Leistung von 400 Watt zur Versorgung von Zünd- und Lichtanlage sowie der Bordelektrik. Ein Bordcomputer neben dem analogen Tachometer informiert über Drehzahl, Kilometerstand und Uhrzeit.

### Kraftstoffversorgung
Der Kraftstofftank hat ein Volumen von 14 Liter, davon sind 4 Liter Reserve. Der Hersteller empfiehlt die Verwendung von bleifreiem Motorenbenzin mit einer Klopffestigkeit von mindestens 91 Oktan. Die Abgasnachbehandlung erfolgt durch einen geregelten Drei-Wege-Katalysator und unterschreitet die Schadstoffgrenzwerte der Abgasnorm Euro-3.

## Kritiken
„Obwohl die Bremse bei Anpassungsbremsungen leicht stumpf wirkt, überzeugt sie jetzt mit ordentlicher Verzögerung. Scharfer Linksknick und rauf auf eine Landstraße dritter Ordnung. Das Fahrwerk nimmt es gelassen, schirmt den Fahrer vor den gröbsten Unebenheiten ab, spricht sauber an und bleibt stabil.“

„Die einzylindrige F 650 GS ist wieder da, obwohl sie jetzt G 650 GS heißt und etwas anders aussieht. Alle Kunststoffteile wurden neu gestaltet, der asymmetrische Scheinwerfer ist ebenfalls neu. Der Brückenrahmen aus Stahl, die ebenfalls stählerne Kastenschwinge und der seit September 2007 von Loncin in China gebaute 650er-Motor sind alte Bekannte. […] Vor der endgültigen Kaufentscheidung sollte dann aber doch eine Probefahrt über möglichst kurvige Landstraßen stehen, gern auch mit eher miesem Belag. Auf solchem Geläuf spielt die G 650 GS ihre ganz große Stärke aus: eine unglaubliche Handlichkeit. Absolute Lockerheit in noch so engen Wechselkurven, beste Stabilität unter allen Fahrbahnbedingungen, hervorragende Rückmeldung und Zielgenauigkeit – man kann gar nicht genug voll des Lobes sein, wenn man mit der 650er durchs Winkelwerk wuselt.“

„Generell ist die Fahrwerksabstimmung wie auch das ganze Motorrad eher auf Straße ausgelegt. Der Ritt auf losem Untergrund ist zwar möglich, aber nicht besonders empfehlenswert, schon alleine wegen der montierten Reifen mit deutlichem Straßenprofil.“

„Die G 650 GS ist ein problemloser, handlicher Begleiter für den Alltag, die Fahrt zur Arbeit und Wochenendtrips. Ihr Einzylinder ist kräftig und sparsam. Wer jedoch gerne auch mal längere Etappe zu zweit unter die Räder nimmt und mehr Power möchte, für den sind die 1100 Euro Aufpreis für die F 700 GS gut angelegt.“